# Chiesa di Santa Maria Maddalena (Oriago)
La chiesa arcipretale di Santa Maria Maddalena è la parrocchiale di Oriago, frazione di Mira, in città metropolitana e patriarcato di Venezia; fa parte del vicariato di Gambarare.

## Storia
La prima citazione di una chiesa a Oriago risale al 1297.
La chiesa parrocchiale fu iniziata nel XV secolo e modificata nel Cinquecento. 
Nel 1927 passò dalla diocesi di Treviso al patriarcato di Venezia. A navata unica con cappelle laterali, conserva una tela attribuita a Francesco Vecellio, fratello del più noto Tiziano; il soffitto, recente (1947), è opera del pittore nativo di Mira Beppi Spolaor (1910-1950). Il campanile è in stile romanico a cella ottagonale.